# 비토레 카르파초
비토레 카르파초(Vittore Carpaccio, 1460년경 ~ 1527년)는 이탈리아의 화가이다.
이탈리아 베네치아 파의 화가로 벨리니에게 배웠다. 풍부하고 조화가 잘 된 색채와 안정된 공간 감각에 의해 고전적인 화면을 구성하였다. 작품으로 <산우르술라 이야기> <산지롤라모의 서재> 등이 있다.

## 주요 작품

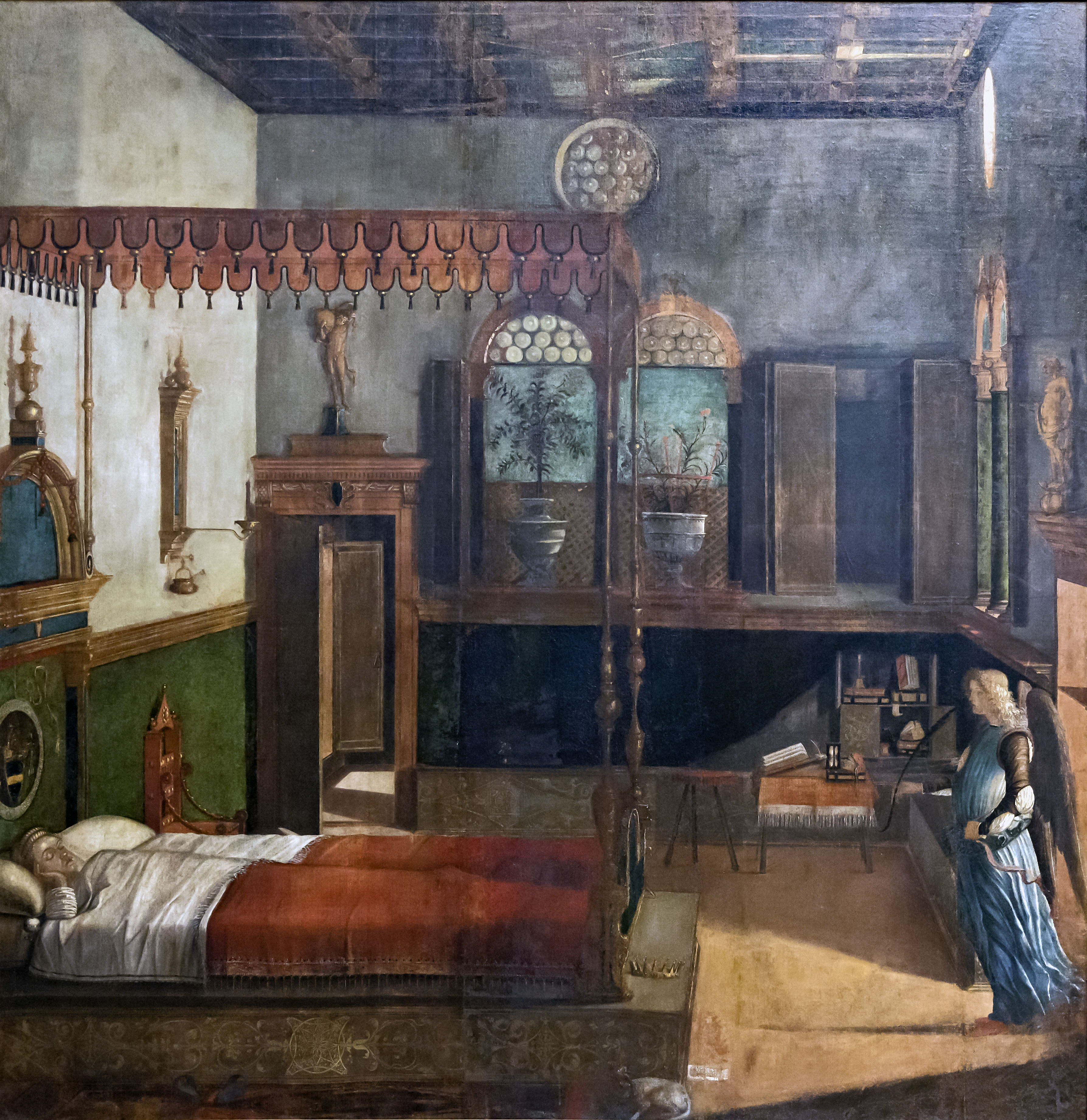
The Dream of St. Ursula
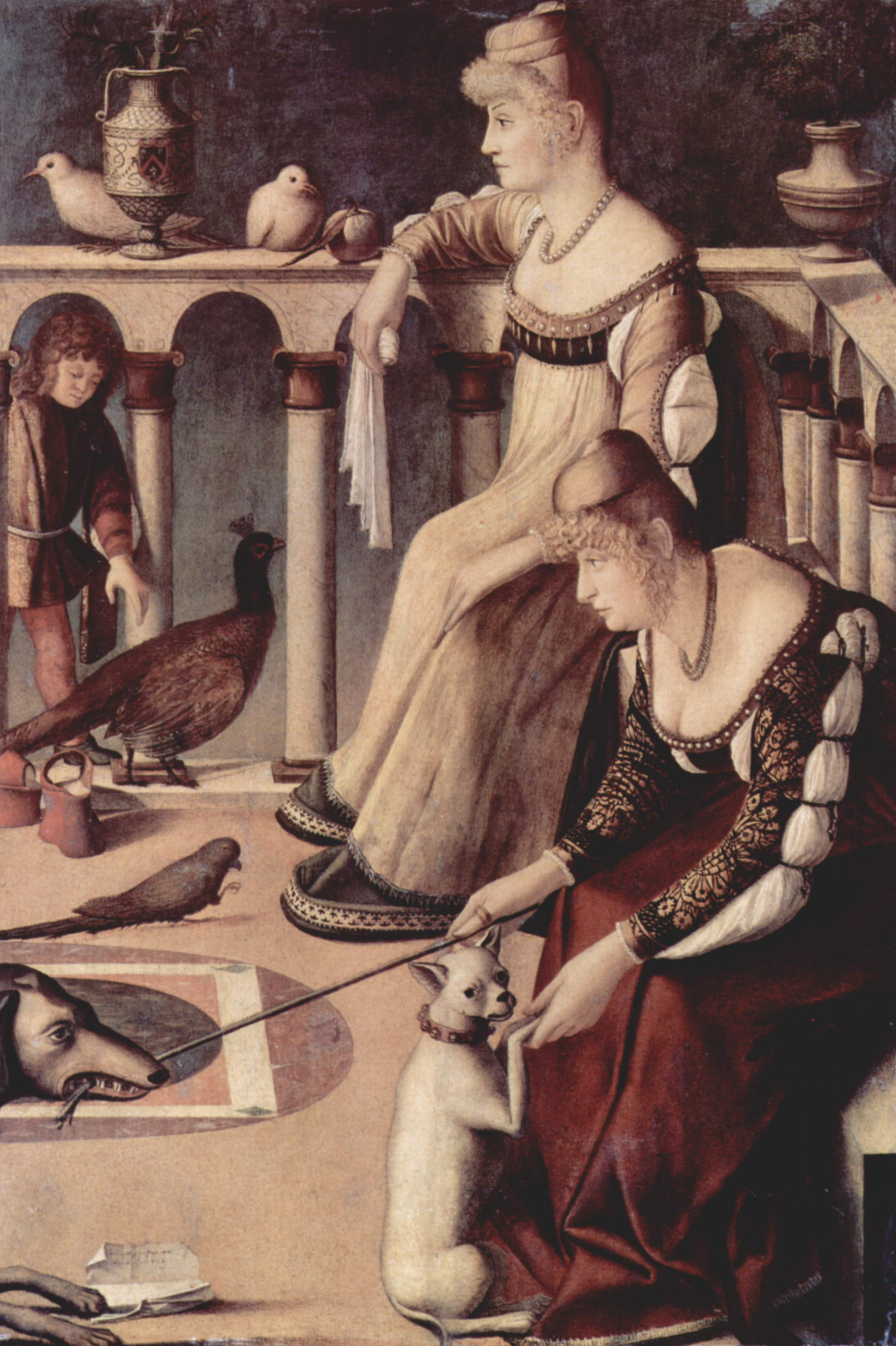
Two Venetian Ladies
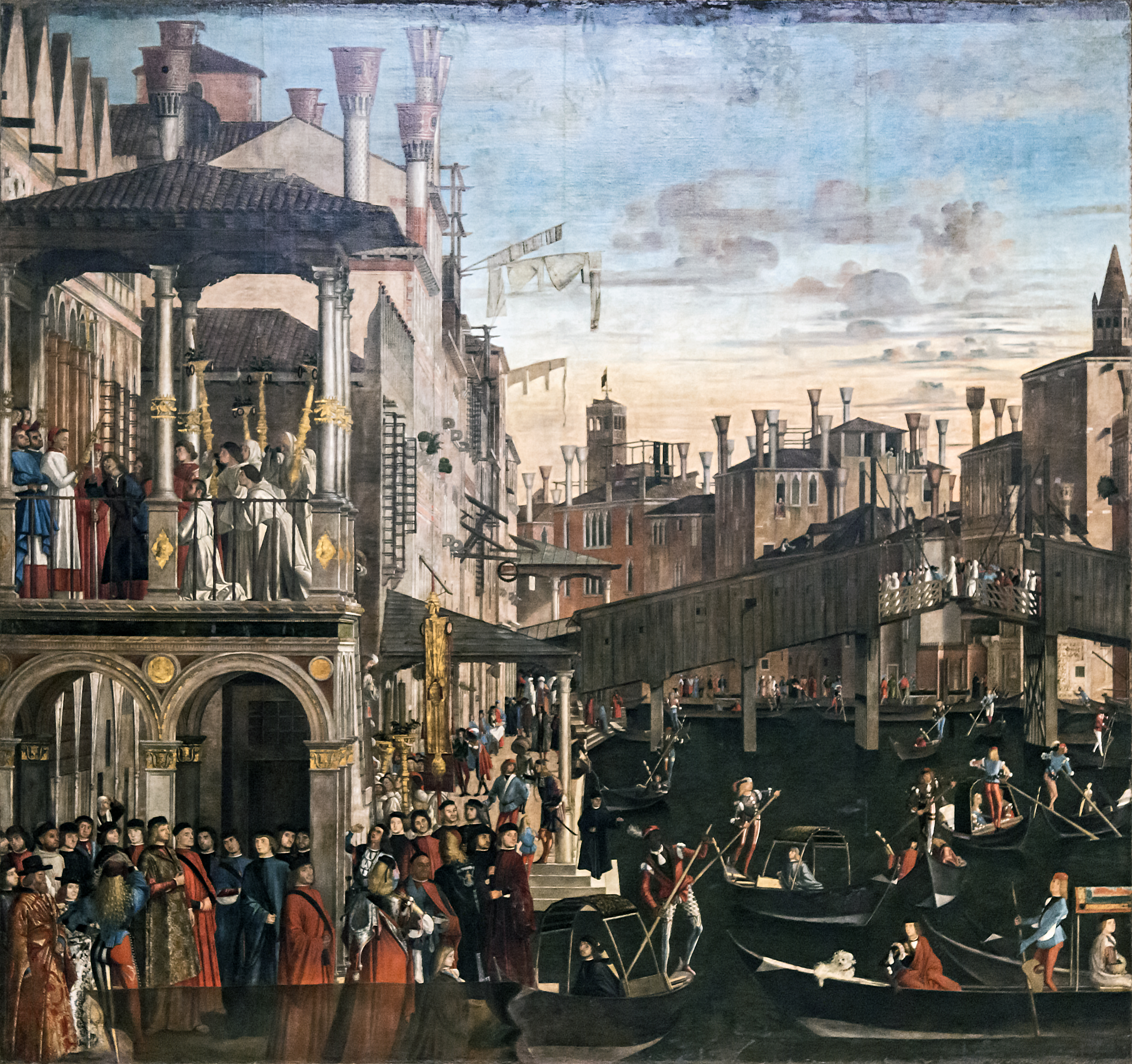
Miracle of the Relic of the Cross at the Ponte di Rialto
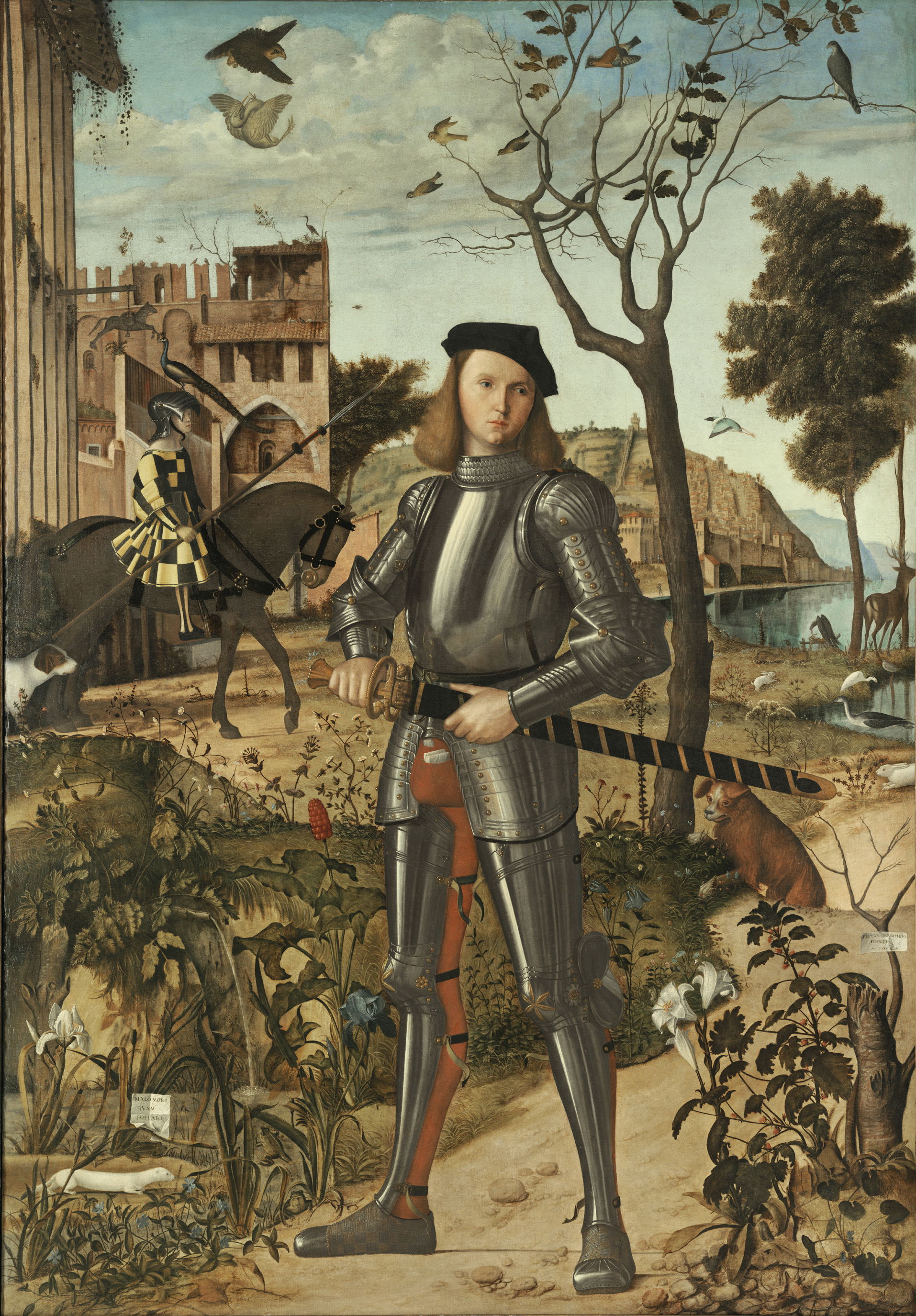
Portrait of a Knight